# Kym Mazelle
Kym Mazelle, de son vrai nom Kimberley Grigsby (née en 1960 à Gary, dans l'Indiana), est une chanteuse de soul, de dance et de house américaine. Bien qu'elle soit avant tout connue pour avoir interprété une reprise de Young Hearts Run Free de Candi Staton dans le cadre de la bande originale du film Roméo + Juliette de Baz Luhrmann (1996), des chansons telles que Useless, Taste My Love ou encore I'm A Lover, toutes trois composées par Marshall Jefferson, en ont fait vers la fin des années 1980 une véritable icône de la scène house – peu médiatisée – de Chicago.
Après deux albums dans ce registre, Crazy et Brilliant!, respectivement sortis en 1989 et en 1990, elle collabore avec le groupe britannique Soul II Soul pour le titre Missing You (1990) puis reprend des classiques de James Brown dans plusieurs concerts du saxophoniste de funk Maceo Parker (ses performances seront enregistrées dans les deux albums live Life on Planet Groove et My First Name Is Maceo). En 2005, elle sort l'album The Pleasure Is All Mine accompagnée du single Love Magic et entame une tournée de concerts en Grande-Bretagne.
Dotée d'une voix puissante et sensuelle à la fois, Kym Mazelle est de ces chanteuses qui ont exploré différents terrains musicaux sans jamais se départir de leur talent.